# Пулемёт Эйгара

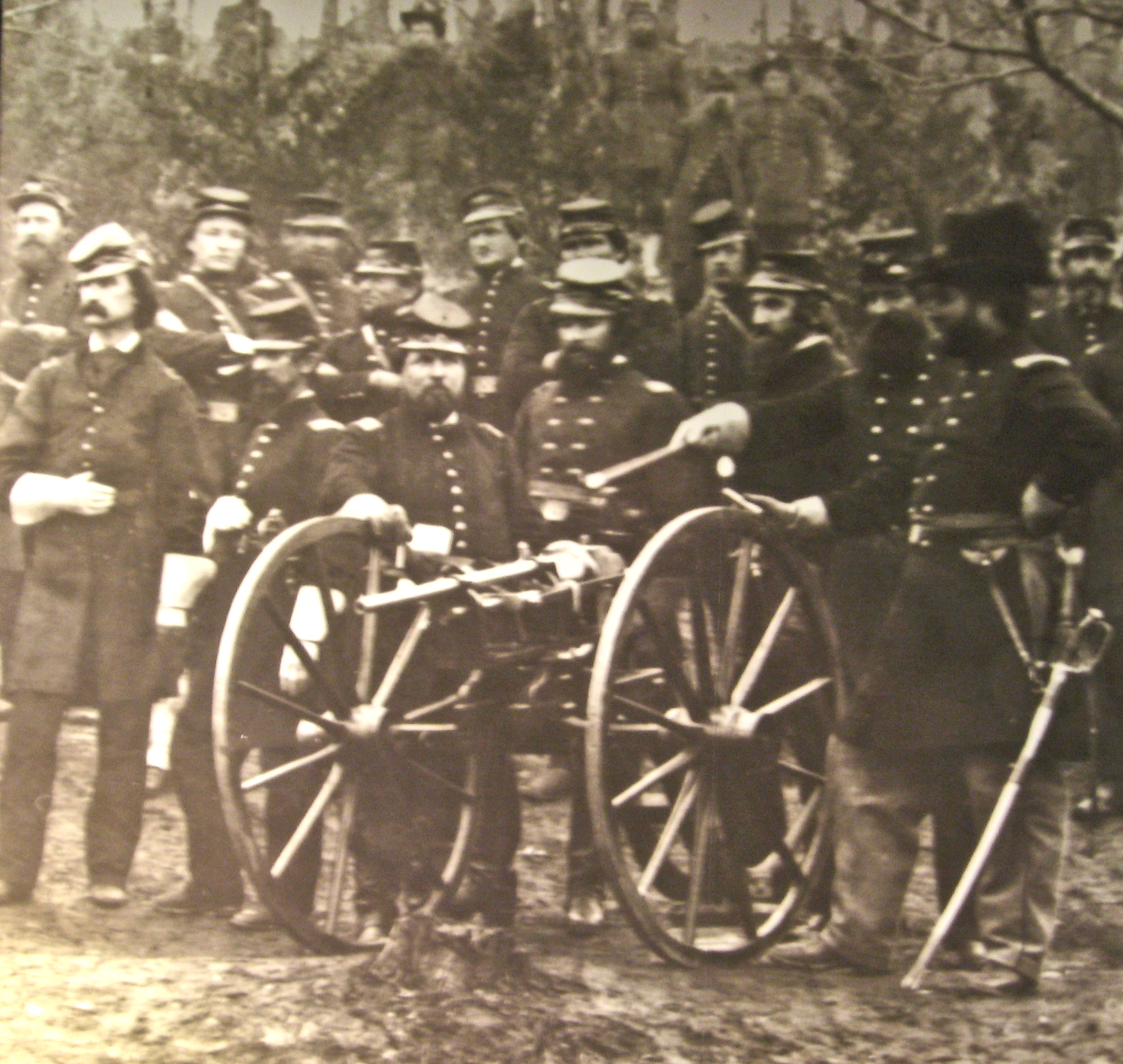
Солдаты 96-го Пенсильванского добровольческого полка позируют с «кофемолкой Эйгара». Кэмп-Нортумберленд, северная Виргиния, февраль 1862 года.

Пулемёт Э́йгара (англ. Agar gun, [ˈeɪɡɑːr ɡʌn]) — раннее скорострельное оружие, появившееся во время американской гражданской войны. За весьма специфический способ подачи боеприпасов в патронник и характерный приёмник в казённой части, это оружие обычно называлось «кофемолкой» (англ. Coffee mill gun), официально Union Repeating Gun.

## История
Во время Гражданской войны многие изобретатели старались создать новые, более совершенные виды оружия. Пулемёт Эйгара был одним из многих самодельных пулемётов, появившихся в этот период. Он был назван по имени своего изобретателя, Уилсона Эйгара (Wilson Agar или Wilson Ager). Пулемёт назвали «кофемолкой», поскольку система подачи патронов внешне напоминала кофемолку.
Эйгар рекламировал своё орудие как «армию на шести квадратных футах», имея в виду высокую скорострельность. В 1861 году пулемёт Эйгара был показан президенту Аврааму Линкольну, который был сильно впечатлён его действием. Линкольн писал: «Я сам видел это оружие и был свидетелем некоторых экспериментов с ним, и я действительно полагаю, что оно достойно внимания Правительства». Было сразу же закуплено все имеющиеся 10 пулемётов по цене $1300 за штуку, ещё два пулемёта по такой же цене заказал на собственные средства командующий Виргинско-Северокаролинским военным округом генерал-майор Бенджамин Батлер и ещё два по цене $1500 за штуку также на собственные средства купил начальник Западного командования генерал-майор Джон Фримонт, в том же году главнокомандующий Армии Союза генерал-майор Джордж Макклеллан распорядился закупить ещё 50 пулемётов за казённые средства по сниженной цене $735. По тем временам это были баснословные суммы, новая казнозарядная винтовка стоила в пределах 20 долларов, шестизарядный Кольт — 24 доллара. Несмотря на свои достоинства, пулемёт Эйгара мало использовался во время войны, применялся лишь для охраны стратегических объектов типа мостов и узких проходов в ущельях. Выполнение производственного заказа затянулось до конца войны, изготовленные после окончания войны пулемёты были проданы армии по цене $500 за штуку.

## Устройство
Юнионистская армия закупила, в целом, чуть больше шестидесяти пулемётов Эйгара, а это была наиболее удачная из всех ранних моделей. Оружие представляло собой одноствольные «револьверы» с кюветоподобными отдельными патронниками, расположенными на оси вокруг центрального вала, заряды в которые из загрузочного бункера поступали свободно только за счет собственного веса. Случающиеся нарушения подачи наряду с сомнительным качеством самих патронов приводили к постоянным остановкам стрельбы и заклиниваниям ствола.

## Принцип работы
Первые два полных оборота рукоятки на 360° равняются одному циклу стрельбы и перезаряжания. После первых двух оборотов каждый следующий оборот равен одному циклу стрельбы и перезаряжания. В верхнем положении рычага рукоятки (с 1 на 2 часа) происходит спуск ударника и выстрел, вращение вниз приводит к выбросу стреляной гильзы первого патрона (3 часа), повторному взводу ударника (4 часа) и подаче следующего третьего патрона, падающего между зубцами механизма подачи (6 часов), вращение рукоятки вверх ведёт к запиранию в стволе дежурного второго патрона (между 11 и 13 часами). Если патрон из укладки не упадёт вниз, то через один оборот произойдёт осечка. Гравитационный принцип подачи ненадёжен и приводит к весьма частым осечкам, особенно по мере исчерпания заряженного боезапаса (из-за снижения нагрузки на патроны нижнего ряда укладки).
Вскоре после нескольких выстрелов ствол очень быстро перегревался и начинал «плеваться», поэтому дальность эффективной стрельбы (тысяча ярдов) обеспечивалась только в течение первой очереди. В этом «кофемолка» очень сильно уступала картечнице Гатлинга, которая обеспечивала во много раз большее количество выстрелов до перегрева. Для охлаждения пулемёта в конструкцию был включён вентилятор для обдува казённой части, который приводился в движение вместе с механизмом перезаряжания. В комплекте к каждому пулемёту поставлялось два запасных ствола для замены основного ствола после перегрева.

## Боеприпасы
Пулемёт использует унитарный патрон цилиндрической формы под пулю калибра .58 с одноразовым капсюлем-воспламенителем и стальной гильзой многократного применения, имеющей толстые стенки. Для повторного использования гильза должна остыть, снаряжается зарядом дымного пороха в бумажной обёртке, пулей Минье, капсюлем, после чего патрон готов к повторному применению (Ричард Гатлинг поначалу использовал аналогичную конструкцию патронов для своей картечницы). Сохранившиеся гильзы являются коллекционным раритетом, продаются на аукционах по тысяче долларов за гильзу.